# Tau2 Eridani
La estrella Tau 2 Eridani es una estrella de la constelación de Eridanus que se encuentra a unos 187 años luz del sistema solar. Tiene una magnitud aparente de 4,78 y una declinación de -21º 00,15. Tiene el nombre tradicional de Angetenar (árabe).

## Características
Tau2 Eridani es una estrella gigante evolucionada con una clasificación estelar de K0 III.  en la rama horizontal del diagrama de Hertzsprung-Russell, que indica que ahora está generando energía a través de fusión termonuclear del helio en su núcleo.
Con alrededor de 660 millones de años, Tau2 Eridani tiene 2,4 veces la masa del Sol y una temperatura efectiva de 5,049 K. Brilla con casi 43 veces la luminosidad solar y tiene un radio de 8 veces el  solar.
Es un miembro de la población galáctica del disco delgado.